# Xã Fairfield, Quận Bureau, Illinois
Xã Fairfield (tiếng Anh: Fairfield Township) là một xã thuộc quận Bureau, tiểu bang Illinois, Hoa Kỳ. Năm 2010, dân số của xã này là 375 người.